# Altliebel
Altliebel (Oppersorbisch: Stary Lubolń) is een plaats in de Duitse gemeente Rietschen, deelstaat Saksen.